# Ragnar Frisch
Ragnar Anton Kittil Frisch (3 tháng 3 năm 1895 –  31 tháng 1 năm 1973) là một nhà kinh tế học người Na Uy và chia sẻ giải thưởng với Jan Tinbergen về Giải Nobel kinh tế đầu tiên vào năm 1969.

## Các ấn phẩm
- Frisch, Ragnar (1926). "Kvantitativ formulering av den teoretiske økonomikks lover [Quantitative formulation of the laws of economic theory]". Statsøkonomisk Tidsskrift. Quyển 40. tr. 299–334.
- Frisch, Ragnar (1926). "Sur un problème d'économie pure [On a problem in pure economics]". Norsk Matematisk Forenings Skrifter, Oslo. Quyển 1 số 16. tr. 1–40.
- Frisch, Ragnar (1927). "Sammenhengen mellem primærinvestering og reinvestering [The relationship between primary investment and reinvestment]". Statsøkonomisk Tidsskrift. Quyển 41. tr. 117–152.
- Frisch, Ragnar (1929). "Correlation and scatter in statistical variables". Nordic Statistical Journal. Quyển 1. tr. 36–102.
- Frisch, Ragnar (1929). "Statikk og dynamikk i den økonomiske teori [Statics and dynamics in economic theory]". Nationaløkonomisk Tidsskrift. Quyển 67. tr. 321–379.

There is a bibliography of Frisch's wrtings up to 1960 in
- Kenneth J. Arrow "The Work of Ragnar Frisch, Econometrician," Econometrica, Vol. 28, No. 2. (Apr., 1960), pp. 175–192

and there is a collection of selected essays
- Olav Bjerkholt(ed.) (1995) Foundations of Modern Econometrics: The Selected Essays of Ragnar Frisch, 2 volumes, Aldershot, UK: Edward Elgar.